# Ponte Angers
Il Ponte Angers, chiamato anche Ponte Basse-Chaîne, è un ponte sospeso che attraversa il fiume Maine ad Angers in Francia.

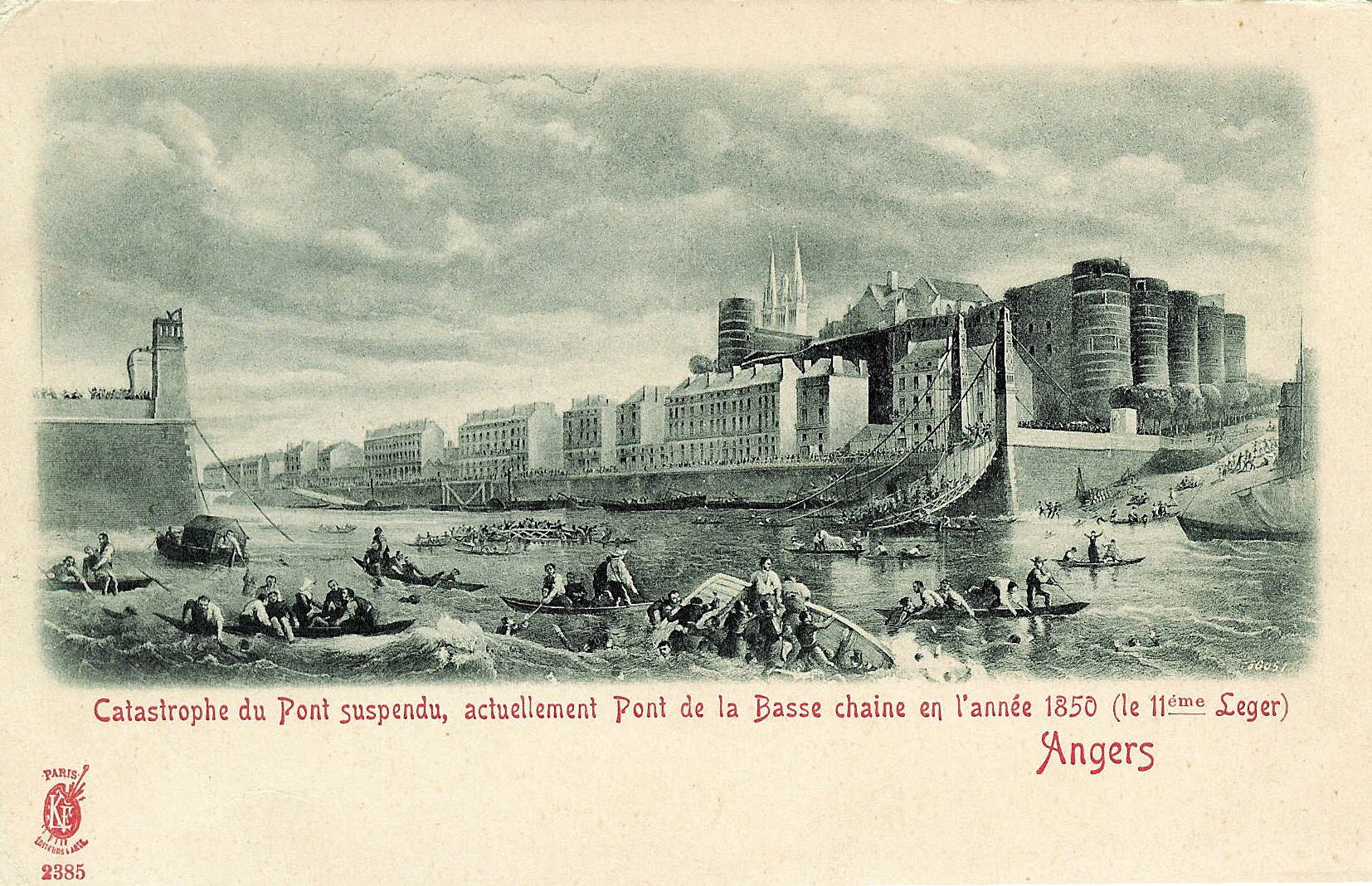
Disegno che ritrae il ponte crollato

Progettato da Joseph Chaley e Bordillon, fu costruito tra il 1836 e il 1839. Il ponte è crollato il 16 aprile 1850, mentre un battaglione di soldati francesi stava marciando su di esso, provocando oltre 200 vittime.
Il ponte era lungo 102 m e largo 7,2 m. I piloni che sorreggevano i cavi erano costituiti da colonne in ghisa alte 5,47 m.
Un nuovo ponte è stato ricostruito nel medesimo luogo nel 1960.